# パンピー食品
パンピー食品株式会社（パンピーしょくひん、英語名:Pampy corporation）は、東京都小平市に本社および工場を置いていた、明治グループの食品製造会社。かつて一世を風靡した乳酸菌飲料「パンピー」のメーカーとしても知られる。

## 概要
明治が100%出資する完全子会社（持分法適用非連結子会社）であった。明治グループの一員として、明治ブランドのチルドデザート食品製造に特化した企業となっていた。
また、カルピス株式会社の持分法非適用関連会社であったが、2007年に株式売却により関連会社から外れた。
社名及びブランド名の「パンピー」とは、パントテン酸とビタミンPを合わせた造語である。
2020年3月、施設の老朽化に伴い小平工場が閉鎖。パンピー食品は清算手続に入り、翌2021年9月3日付で清算結了した。

## 沿革
- 1956年
  - 8月27日 - 明治乳業・カルピス（当時社名：カルピス食品工業）・三島海雲（カルピス創業者、当時同社社長）らの共同出資により、ピルマン製造として東京都渋谷区に設立。
  - 「ピルマン」という商品名の瓶入りヨーグルトが存在した。
- 1960年 - 乳酸菌飲料「パンピー」を発売。
- 1964年 - 東京都小平市に工場を新設。
- 1968年 - パンピー飲料製造に社名変更。
- 1977年 - 本社を東京都港区へ移転。パンピー食品に社名変更。
- 2006年
  - 3月31日 - 小平工場が環境マネジメントシステムに関する国際規格であるISO 14001を取得[8]。なお『日本食糧新聞』の記事によれば、この時点ではまだ本社は港区である[8]。
  - 日付不明 - 本社を東京都小平市（小平工場内）へ移転。
- 2012年8月30日 - 明治は、パンピー食品が製造する「明治ミルクプリン 超BIG 200g」（現在は製造終了[9]）が、賞味期限内に風味を損なうおそれがあるため、販売休止し自主回収すると発表[10][11]。発表では「現時点で食中毒などの健康被害は出ていない」としている[10]。回収対象は賞味期限が同年9月14日までの約23万個で、原料に使われたメープルソース内の細菌が気温10度以上で増殖し、賞味期限内でも風味を損なう可能性がある[11]。消費者から「いつもと味が違う」と指摘があり判明した[11]。
- 2013年10月1日 - 小平市の住居表示実施により、本社・工場の住所が天神町1-137から、天神町4丁目1-1に変更（場所は変更なし）[12]。
- 2014年7月1日 - 小平市の環境美化週間に参加、本社周辺および花小金井駅までの路上で清掃活動を行う[13]。
- 2017年6月14日 - 小平市環境配慮事業者連絡会に参加、パンピー食品の担当者が「工場建屋が老朽化しているため、設備更新の際に太陽光発電システムを導入予定」と述べる[14]。
- 2019年10月20日 -「第44回 小平市民まつり」に協賛[15]。
- 2020年3月 - 小平工場の老朽化により工場を閉鎖。工場は解体され、跡地にはフランスベッド株式会社の新事業拠点「フランスベッド メディカレント東京」が建設[16][17]された。
- 2021年9月3日 - 会社清算手続結了に伴い、法人登記が閉鎖[6][7]された。

## 主な製品
末期にはパンピーブランドでの商品販売は行っておらず、明治グループのチルドデザート（冷菓）の製造に特化し、meijiブランドのプリンやゼリーなどの製造を担当していた。

### 過去の製品

#### 乳酸菌飲料「パンピー」
創業時より販売されたパンピーブランドの主力商品。フルーツ味の乳酸菌飲料。いずれも製造中止。
発売当初は、ガラス製の牛乳瓶入り（明治牛乳と同じ四角い瓶）で販売されており、明治乳業の牛乳販売店や銭湯などを中心に流通していた。牛乳販売店では牛乳配達と同様に配達による販売も行っていた。その後、紙パック入りの商品が発売された。
パンピーオレンジ
- パンピーの代表的な商品[3]。牛乳瓶入り、500ml紙パック入りが存在した。現在は製造・販売終了。
- 牛乳瓶には赤い太陽のようなマークが印刷され、マークの中に「Pampy soft drink」の文字が入る。マークの外側に赤いmeijiロゴと明治乳業のマーク、「明治パンピー」の文字が入っていた。
- 1960年代から発売されていた商品はローヤルゼリー5mg入りであった（復刻版は不明）。
- パンピーオレンジ復刻版[リンク切れ]が、meijiブランドで発売されたことがある。復刻版商品は220ミリリットル入りペットボトルでの販売であった。

パンピーメロン
- 牛乳瓶入り、500ml紙パック入りが存在した。

パンピーりんご
- 牛乳瓶入り。明治乳業の商品で「明治りんご」も存在した。

その他、ネクター、マスカットなどがあった。

#### デザート
パンピーババロア
- 1980年代前半から1990年代初頭にかけて、パンピーブランドで販売されていたババロア[18]。製造・販売終了。
- いちご味・チョコレート味があり、上にホイップクリームが乗っていた。当時としては高価格帯の1個100円を超える商品で、高級感を出すためデザートグラスを模した足付きの模様入り透明プラスチック容器入りで販売された。
- 明治乳業の牛乳販売店、明治製品を扱うパン販売店などを中心に流通していた。CMでは「パンピー・ババロア～♪」のサウンドロゴが流されていた。

サムコホームメイドゼリー
- 1980年代に発売。サムコフーズが「サムコ」ブランドで販売、製造はパンピー食品。製造・販売終了。
- ハウスゼリエースのようなゼリーの素だが、液体タイプのレトルト食品。薄めずそのまま容器に注ぎ冷蔵庫で冷やすことで、家庭でも手軽にゼリーを作ることができる。
- マスカット・コーヒー・オレンジ・ワイン味の4種類が存在。和装の花嫁姿の女性が登場するテレビCMも流されていた。

旬のフルーツゼリー
- フルーツゼリー。製造・販売終了。

ドトールコーヒーゼリー
- コーヒーゼリー。ドトールコーヒーとの提携商品。製造・販売終了。
- ドトールブランドのコーヒーゼリーはのちに、2015年4月13日、協同乳業のメイトーブランドから「ドトールコーヒーのおいしいカフェゼリー]」として発売[19]された。

## 類似する製品
- パイゲンC - 明治乳業から発売されていた乳酸菌飲料。製造・販売終了したが、meijiブランドで「Paigen」として東南アジアで販売されている[注釈 1]。「パイゲンC」は牛乳瓶[注釈 2]で売られていたが、「Paigen」はヤクルトのような容器に入っている。
- 森永マミー - 森永乳業が製造・販売する乳酸菌飲料。パンピーと同じく乳業メーカーの製品で、昭和期には牛乳販売店や銭湯で流通していた。現在も発売中[20]。
- プラッシー - 武田食品工業（現：ハウスウェルネスフーズ）が製造するオレンジ果汁入り飲料。主に米穀店で流通していた。商品名の由来はビタミンCを添加していることから「+C」。メーカーサイトでは「C1000シリーズの元祖」[21]としていた。